# Рат пете коалиције
Рат пете коалиције био је рат 1809. између савеза Аустрије и Велике Британије против Наполеонове Француске и Баварске. Сукоб се одвијао највише у централној Европи од априла до јула 1809. Британија је тада већ учествовала у Рату за шпанску независност, али послала је једну експедицију у Холандију да смањи притисак на Аустрију. То је имало мали ефекат на исход рата. После много сукоба у Баварској и дуж Дунава рат је завршио победом Француске после битке код Ваграма почетком јула 1809. Шенбрунски мир је био најтежи мир који је Француска наметнула Аустрији. Метерних и надвојвода Карло су успели да очувају Аустријско царство у замену за обећање да ће помагати француске напоре. Француска је Аустрији одузела Корушку, Крањску и јадранске луке. Галицију је предала Пољској, а подручје Салцбурга Баварској. Аустрија је изгубила три милиона поданика, тј. око једне петине становништва. Док се настављао рат у Шпанији, рат пете коалиције је био највећи сукоб на европском континенту до Наполеонове инвазије Русије.

## Позадина
Пре 1809. Европа је била укључена у француске револуционарне ратове од 1792. После пет година рата Француска је победила Прву коалицију 1797. Друга коалиција је створена 1798, а била је поражена 1801. Британија је тада остала једини противник. У марту 1802. Британија и Француска су се Амијенским миром споразумеле да окончају непријатељства. Тада је по први пут у десет година завладао мир у Европи. Ипак остало је много проблема између две стране, а спровођење споразума је било јако тешко извести. Британија није лако предавала колоније које је заузела након 1793, а Француска је била љута јер Британци нису хтели да евакуишу Малту. Напета ситуација се погоршала када је Наполеон послао експедицију да угуши Хаићанску револуцију. Британија је маја 1803. објавила рат Француској.

### Трећа коалиција
У децембру 1804. споразум Велике Британије и Шведске довео је до стварања Треће коалиције. Британски премијер Вилијам Пит имао је 1804. и 1805. живу дипломатску активност да би створио нову коалицију против Француске. Међусобна сумњичавост Русије и Велике Британије ослабила је због неколико француских политичких грешака, а до априла 1805. две стране су потписале споразум о савезу. Аустрија је била два пута поражена од Француске и била је жељна освете, па се неколико месеци касније придружује коалицији. У августиу 1805. француска Велика армија је извршила инвазију Немачке са намером да Аустрију избаци из рата пре доласка руске војске. После велике тајновитости и жестокога марша 200.000 француских војника је прешло Рајну 26. септембра 1805. на фронту дугом 260 km. Мак је сакупио највећи део аустријске војске у Улму у Баварској. Наполеон је успео да изведе Улмски маневар, којим је заокренуо своју војску северно и затим је заокренуо и дошао Аустријанцима у Улма иза леђа. Други део француске војске је напредовао са предње стране. Аустријанци су се нашли опкољени. У бици код Улма се 20. октобра 1805. предало 20.000 Аустријанаца, а током похода Наполеон је заробио 60.000 Аустријанаца. У новембру је заузет Беч. После тога руска и аустријска армија су претрпјеле тежак пораз у бици код Аустерлица у децембру 1805. Руска војска је протерана из Централне Европе, а понижена Аустрија је морала потписати Пожунски мир 26. децембра 1805.

### Четврта коалиција (1806—1807)
Аустерлиц је представљао велики помак у европској равнотежи сила. Пруска се након Аустерлица осетила угроженом и због тога је у коалицији са Русијом кренула 1806. у рат против Француске. У пролеђе 1806. 180.000 француских војника је извршило инвазију кроз Тириншку шуму, а да нису знали где се тачно налази пруска војска. Наполеон је у одлучној бици код Јене 14. октобра 1806. нанео тежак пораз пруској војсци. Посебно се истакао Луј Никола Даву, који је са 27.000 војника задржао и нанио пораз војсци од 63.000 Пруса у бици код Ауерштета. Жестоким прогањањем пораженог непријатеља Французи су уништили остатке пруске војске. Након тога Французи су извршили инвазију Пољске, која је била 1795. подељена између Пруске, Аустрије и Русије. У Пољској је дошло до сукоба са руском војском, која је покушавала да спаси Пруску. Француска и руска војска су се најпре сукобиле у бици код Ејлауа у фебруару 1807. Била је то неодлучна, нерешена битка са 50.000 жртава. Наполеон је прегруписао своје снаге и наставио је да гања Русе следећих месеци. Акције у Пољској су кулминирале 14. јуна 1807, када су Французи нанелии руску армију у бици код Фридланда. После тога склопљен је Тилзитски мир 1807, којим је окончано две године крвопролића. Француска је победом над Аустријом, Пруском и Русијом постала доминантна сила Европе.

### Француска на Пиринејском полуострву (1807—1809)
Француска војска од око 24.000 војника под командом генерала Жана Жиноа је 17. октобра 1807. прешла Пиринеје и уз шпанску помоћ је кренула на Португал, да би се спроводио Наполеонов континентални систем. Био је то први корак према шестогодишњем рату у коме је Француска изгубила доста снаге. Током зиме 1807. француски агенти су се мешали у унутрашње шпанске ствари. Покушали су да створе раздор међу министрима шпанске краљевске куће. Тајне француске махинације су се материјализовале 16. фебруара 1808. када је Наполеон најавио да ће интервенисати да би посредовао између политичких ривала у шпанској краљевској породици. Маршал Жоашен Мира је 24. марта 1808. стигао са 118.000 војника у Мадрид. Неколико недеља касније долази до жестоких побуна против окупације. Кроз Шпанију се раширио отпор француском присуству у Шпанији. Пораз Француза у бици код Бајлена био је велико изненађење и дало је наду Наполеоновим непријатељима. Због тога пораза сам Наполеон је преузео заповедништво, па је са новом армијом прешао Ебро и шпанским снагама је задавао ударац за ударцем, Наполеон је 4. децембра 1808. ушао у Мадрид са 80.000 војника. После тога окренуо се против британске војске у Шпанији, па их је потиснуо до обале. После битке код Коруње у јануару 1809. Британци су се повукли са Пиринејског полуострва.

### Аустрија остаје сама
Аустрија је тражила још једну прилику да се освети Француској за поразе. Развој рата у Шпанији је охрабрио Аустрију. Аустрија није могла да рачуна на руску помоћ, зато што је Русија ратовала са Шведском и Турском 1809. Пруски краљ је најпре обећао да ће помоћи Аустрији, али повукао се пре него што је сукоб почео. Британци су једини били вољни да помогну Хабзбурге. Аустријски министар финансија је упозоравао да због мобилизоване војске држава до средине 1809. може остати без новца. Надвојвода Карло је упозоравао да Аустријанци нису спремни за још један сукоб са Наполеоном. Ипак заступници ратне опције су победили, па је у фебруару 1809. коначно одлучено да Аустрија зарати са Француском. 

## Рат
Аустрија је реформисала своју војску, тако да Наполеон није постигао брзу победу као што је то иначе чинио. Велики сукоби су трајали од априла до јула 1809, када су Французи коначно победили.

### Аустријске реформе
Након пораза код Аустерлица било је очито да аустријска војска треба да изврши реформу. Наполеон је надвојводи Карлу понудио трон након битке код Аустерлица. Тај потез је изазвао сумњу код Карловога брата цара Фрање II. Допустио је Карлу да спроводи реформу, али уз помоћ војног савета надгледао је активности надвојводе Карла. Карло је 1806. издао нови водич за армију и за тактику јединица. Главно тактичко унапређење је био концепт „масе“, противкоњичке формације која би затворила размак између редова. Аустријски команданти су то ретко користили, осим кад би их надзирао надвојвода. Аустријски генерали нису жељели да испробају нове ствари. Након пораза у бици код Улма и бици код Аустерлица Аустријанци су поново користили модел шест чета по батаљону запуштајући раније уведени концепт четири чете по батаљону. Пробеми су постојали, иако су постојале регорме. Аустријска коњица је била распршена у појединачне јединице, тако да није могла да зада или спречи удар, што је било присутно у француском систему. Иако је надвојвода Карло настојао да имитира командну структуру францускога корпуса, генерали нису имали воље да спроводе реформе.

### Аустријске припреме
Надвојвода Карло и војни савет су били подељени око стратегије са којом напасти Французе. Карло је предлагао велики продор кроз Чешку, да би се изоловале француске снаге у северној Немачкој. Велики део аустријске војске је већ био концентрисан тамо, тако да је то изгледало као природна операција. Војни савет се није слагао јер би Дунав разбио снаге надвојводе Карла и његовога брата надвојводе Јохана. Предложили су да главни напад буде јужно од Дунава, да могу да одржавају сигурнију комуникацију са Бечом. Тако је и било. По аустријском плану бохемски 1. корпус од 38.000 војника и 2. корпус од 20.000 војника требало је да нападну Ратисбон са Бохемских планина. Аустријски центар и резерва од 66.000 војника је требало да напредује са истим циљем кроз Шардинг. Лево крило од 5. 6. и 2. резервнога корпуса од 61.000 војника требало је да се креће према Ландшуту и требало је да штите крило.

### Француске припреме
Наполеон није био потпуно сигуран о аустријским плановима и намерама. У то време је био у Паризу и одатле је саветовао Луја Бертјеа о распореду снага и концентрацији. Његове грубе идеје су биле да долина Дунава поново буде главни театар операција, као што је било 1805. Осим тога настојао је спречити могућу инвазију северне Италије снагама под командом Ежена Боарнеа и маршала Мармона. Лоши обавештајни подаци су Наполеону давали утисак да ће главни удар бити северно од Дунава, Попслао је Бертијеу писмо 30. марта у коме је објашњавао намеру да се концентрише 140.000 војника у близини Ратисбона. Погрешне представе о аустријском начину размишљања угрозиле су француску војску.

### Аустрија прва удара
У рано јутро 10. априла 1809. водећи делови аустријске војске су прешли Ин и напали су Баварску. Лоши путеви и ледена киша заустављали су аустријско напредовање у првој седмици, а супротстављене баварске снаге су се постепено повлачиле. Аустријски напад се десио седам дана пре Наполеонових очекивања, а изостанак Бертијеове улоге постао је још критичнији. Бертије се показао као неспособан командант на терену, а још је горе било што је неколико порука из Париза дошло са закашњењем, а биле су и лоше протумачене. Наполеон је писао Бертијеу да се на аустријски напад пре 15. априла треба одговорити концентрацијом француских снага око Донауверта и Аугзбурга. Бертије се фокусирао на реченицу, која је говорила да Даву постави 3. корпус око Ратисбона, тако да је наредио Давуу да се врати у Ратисбон, иако су тамо Аустријанци стварали велики притисак.
Француска армија се налазила у опасној позицији. Два крила су била удаљена око 75 mi (121 km), а били су повезани само танким кордоном баварске војске. Аустријска претходница је 16. априла потиснула Баварце близу Ландшута и осигурала је добар прелаз преко Изара. Наполеон је коначно стигао 17. априла у Донауверт. Надвојвода Карло је био задовољан почетком похода и намеравао је да уништи Давууов и Лефебвров изоловани корпус. Када је Наполеон схвтио да значајне аустријске снаге прелазе преко Изара и да крећу даље преам Дунаву, инсистирао је да се цела француска армија распореди иза реке Илм у року од 48 сати у поретку батаљонских квадрата. Његова наређења су била нереалистична, јер је потценио величину војске, која је кренула на Давуов корпус. Наполеон је мислио да Аустријанци имају само један корпус преко Изара, а Аустријанци су имали 5 корпуса, који су се кретали према Ратисбону. Укупно је то било 80.000 војника. Наполеон је морао да брзо учини нешто да би спасио своје лево крило од пропасти.

### Ландшут маневар
Луј Никола Даву је очекивао проблеме, па је повукао свој корпус из Ратисбона, остављајући само 2.000 војника за обрану. Северне аустријске колоне у Келхајм-Абах зони налетеле су ујутро 19. априла на Французе, који су кретали западно према Нојштату. Аустријски напад је био спор и некоординисан, тако да су га лако одбили искусни војници францускога 3. корпуса. Наполеон је знао за борбе у Давуовом сектору и већ је смислио стратегију са којом је намеравао победити Аустријанце. Док су Аустријанци нападали северно корпус Андреа Масене, који ће касније бити повећан снагама Николе Удиноа, ударити ће југоисточно према Фрајзингу и Ландшуту у нади да ће то ослободити притисак на Давуа.
Напад је почео добро јер је средишњи аустријски 5. корпус, који је бранио Абенсберг, попустио пред француском претходницом. Масенино напредоавње до Ландшута захтевало је доста времена, што Наполеон није баш најбоље израчунао, тако да је Хилер могао побећи преко Изара. Дунавски мост је омогућавао лак приступ Ратисбону, тако да су се Аустријанци могли натраг вратити на супротну страну избегавајући могућност да буду уништени на тој страни Дунава. Аустријанци су 20. априла имали 10.000 жртава, изгубили су 30 топова и 8.000 разних возила. Наполеон је закључио да је тај дан био сукоб само са два аустријска корпуса. Надвојвода Карло је још имао могућност да побегне са војском преко Штраубинга.
Наполеон је 21. априла примио депешу од Давуа у којој се говорило о великом сукобу код Теугена-Хаузена. Даву се добро држао. Са 36.000 војника одолевао је аустријској војсци од 76.000 војника. Када је Наполеон схватио да се надвојвода Карло није повукао на исток, он је пресложио своју армију у операцију, која је позната под називом „Ландшут маневар“. Све расположиве француске снаге (осим оних 20.000 који су гонили Хилера) окренули су се према Екмилу у другом покушају да ухвате Аустријанце и ослободе притисак на Давуа. За 22. април Карло је оставио 40.000 војника под Розенбургом и Хоенцолерном да нападају Давуа и Лефебвра. Давуов корпуса под командом Коловата и Лихтенштајна је послао на Абах. У 1:30 стигао је Наполеон. Дааву је одмах наредио напад на целој линији. Тако је 10. лака пешадијска пуковнија успешно заузела Лојхлинг и уз велике губитке кренула на шуму Унтер-Лојхинг. Наполеонова појачања су убрзо сломила аустријско лево крило. Битка код Екмила завршила је убедљивом француском победом, а надвојвода Карло је одлучио да се повуче преко Дунава код Ратисбона, Наполеон је онда посла Андреа Масену да заузме Штраубинг, док је остатак армије гањао Аустријанце. Французи су заузели ратисбон после херојскога напада Жана Лана. Ипак огромно мноштво аустријске војске побегло је у Бохемију. Наполеон је онда обратио пажњу на Беч, борећи се у низу акција против Хилерових снага, а посебно Битку код Еберсберга 3. маја. Десет дана касније Наполеон је заузео Беч, по други пут у четири године.

### Ашперн-Еслинг
Аустријска војска под надвојводом Карлом је 16. и 17. маја стигла у Мархфелд, равницу севроисточно од Беча преко Дунава. Карло је држао главнину својих снага неколико миља од обала реке, са надом да ће их концентрисати на месту где Наполеон одлучи да пређе реку. Закључио је 20. маја од својих посматрача да Французи граде мост на Кајзер-Еберсдорфу, југозападно од Лобау острва, које води у Мархфелд. Схватио је 21. маја да Французи прелазе у пуној снази, па је наредио општи покрет својих 98.000 војника и 292 топа. Кретали су се у пет колона. Француски мостобран се ослањао на два села: Ашперн на западу и Еслинг на истоку. Наполеон није очекивао да се суочи са отпором, тако да мостови, који су повезивали француску војску на Ашперн-Еслингу са Лобауом нису били заштићени палисадама. Због тога су мостови били осетљиви на напад ватром са аустријских баржи.
Битка код Ашперна (или битка код Ашперн-Еслинга) започела је 21. маја 1809. у 14:30. Почетни и лоше координисани аустријски напади против Ашперна и према југу нису успели, али Карло је остајао упоран, па су некако успели да заузму цело село, да би онда изгубили источни део. Аустријанци нису нападали Еслинг до 18:00, јер су четврта и пета колона имали дужу путању да стигну на време. Французи су успешно одбијали нападе код Еслинга целога 21. маја. Борба је започела до 22. маја у 3:00 ујутро и Французи су за четири сата повратили Ашперн. Наполеон је до тада имао 71.000 војника и 152 топа на обе стране реке, али Аустријанци су још увек били јако бројчано надмоћнији. Наполеон је онда започео масивни напад на аустријски ценатар да би добио времена за прелазак 3. корпуса преко Дунава. Жан Лан је напредовао са три пешадијске дивизије око миљу, али надвојвода Карло је личним хероизмом испирисао напад на Французе и њихово враćање. До 9:00 француски мостобран је био разбијен, а Карло је сат времена касније започео масивни напад у коме је заузео Ашперн. Неколико сати касније Аустријанци су заузели и Еслинг. Наполеон је на то послао Империјалну гарду под командом Жана Рапа, који је напао Аустријанце у Еслингу и истерао их одатле. Наполеон му то није био наредио. Аустријанци су започели са артиљеријском ватром, а Французи су се онда повукли на острво Лобау. Надвојвода Карло је био први који је поразио Наполеона у бици.

## Битка код Ваграма
После пораза у бици код Ашперна Наполеон је шест седмица планирао и припремао следећи прелазак Дунава. Довукао је још војске, топова и направио је боље обрамбене мере да осигура успех у следећем преласку Дунава. Од 30. јуна до првих дана јула Французи су прешли Дунав са 188.000 војника и кренули су према Мархфелду. После успешнога преласка Наполеон је наредио напад дуж целе линије да би спречио да Аустријанци побегну преко ноћи, Најпре су две француске пешадијске пуковније оствариле добитак, али су били потиснути. Касно поподне француска војска је формирала полукруг. Андре Масена је био крајње лево. У центру су били маршал Бернадот и Ежен д Боарнеа. Никола Удино и Луј Даву су били на десном крилу. Пре сумрака Наполеон је наредио коначни напад, да би одлучио битку у једном дану пре него што Аустријанцима стигну резервне снаге. Напад Макдоналдове војске био је слабо координисан, па није успео услед јаке аустријске ватре.
Следеће јутро Аустријанци су први извели напад на француско десно крило. Тај напад је био изведен да би се заварале француске резервне снаге и навукле на тај део бојнога поља, па би се извело двоструко опкољавање. Прави напад је био планиран на француску леву страну око села Адеркла, где су Аустријанци успели потиснути Бернадотове Саксонце. Да би сузбио аустријски напад Наполеон је створио велику батерију од 112 топова, који су пљуштали по аустријским формацијама у напредовању. Масенин корпус је позван да стабилизује Саксонску линију. Уз сарадњу са коњицом успели су да се држе линије реке. У међувремену на француској десној страни Французи су били успешнији, па су Никола Удино и Луј Даву напредовали. 
Одлучујући напад целе битке против аустријског центра у напредовању извео је генерал Макдоналд. Етјен Макдоналд је због тога добио маршалску палицу. Војска генерала Макдоналда формирала је клин од 8.000 војника и после тешке битке на удаљености бајонета пробили су се кроз аустријски центар, разбили аустријску армију на два дела и добили битку. 
Надвојвода Карло је тражио појачање од свога брата, али помоћ од 13.000 војника стигла је следеће јутро после битке, када је било прекасно. Пет дана после битке надвојвода Карло прихватио је неизбежно и молио је за мир. После те битке Макдоналд, Никлоа Удино и Мармон постали су маршали. Рат аустрије и Француске је фактички завршио, иако је требало неколико месеци дипломатске активности да се утаначи мировни споразум.

### Друга попришта
У Холандији Британци су започели валчерен кампањуда би ослободили притисак на Аустријанце. Британци су са 39.000 војника извели десант код Валчерена 30. јула 1809. Дотад је Аустрија већ била изгубила рат. Било је ту мало борби, али 4.000 Британаца је изгубило живот и повукли су се у децембру 1809. У Италији надвојвода Јохан је кренуо у борбе против Ежена Боарноа. Аустријанци су у почетку у априлу 1809. имали успеха у северној Италији, али на крају су били истерани из северне Италије. У Далмацији се генерал Мармон борио против генерала Стојчевића.
У Варшавско војводствоВаршавском војводству Јозеф Поњатовски је после битке код Рашина против Аустријанаца у априлу 1809. морао да напусти Варшаву. Касније је повратио територије. У Тиролу је трајала побуна против Француза Андреаса Хофера. После битке код Ваграма побуна је угушена, а Хофер је 1810. стрељан.

## Резултати
Аустријски пораз није био само одлучна војна победа, него је Наполеон Аустрији наметнуо тешке услове Шенбрунскога мира 14. октобра 1809. Као резултат мира Француска је добила Корушку, Крањску и јадранске луке. Пољска је добила Галицију, а Салцбург и Тирол су припали Баварској. Аустрија је изгубила 3 милиона поданика, тј око 20% становништва. Аустрија је морала платити ратну штету од 85 милиона франака, морала је признати Наполеоновога брата Жозефа Бонапарту за краља Шпаније. Аустријска армија је била ограничена на максимум 150.000 војника. аустријски пораз је укрчио пут венчању Наполеона и Марије Лујзе, ћерке аустријскога цара. Наполеон је сматрао да ће том женидбом елиминисати Аустрију као будућу опасност, али у томе се преварио.
Рат је умањио Наполеонов углед, јер је по први пут поражен у бици код Ашперна. Французи су почели патити од трактичких недостатака. тактичке вештине француске пешадије су постале лошије, јер су ветерани битака у Јени и аустерлицу замењени регрутима. Осим тога велики део Наполеонове војске нису више чинили Французи, па је опао борберни морал.